# 5th ANNIVERSARY
『5th ANNIVERSARY』（フィフス・アニバーサリー）は、シブがき隊の初のミニ・アルバム。1986年5月5日に発売。

## 背景
デビュー5周年企画は、薬丸裕英・本木雅弘・布川敏和それぞれで12インチ・シングルを制作。
1曲目には3人がミュージシャンに楽曲制作依頼した楽曲、2曲目はシブがき隊の楽曲を数多制作している作詞家・作曲家の書き下ろし楽曲、3曲目はシブがき隊既発楽曲の中から各人がソロでカバーしたい楽曲を選曲・収録した。
12インチ・シングル3枚セット+EP盤のメッセージ収録レコードを合わせた、全4枚組で完全生産限定盤にて発売された。なお、全曲揃ってのCD化はされていない。

## 収録曲
◎は『シブがき隊 1982-1988』、●はミニアルバム『Only You…』、☆は『GOLDEN J-POP/THE BEST シブがき隊』にてCD化。

### 薬丸裕英 ソロ盤
- SIDE A

1. LIKE A WOLF ◎
作詞：原田真二・前川克也　作曲・編曲：原田真二

- SIDE B

1. 霧雨のマリーナ ●
作詞：売野雅勇　作詞・編曲：後藤次利
薬丸ファンの間で非常に人気が高かった曲。
2. 100万粒の涙 ☆
作詞：売野雅勇　作曲：井上大輔　編曲：井上大輔・鷺巣詩郎
初出は1984年発表シングル「べらんめぇ! 伊達男」B面曲。イントロに「結婚行進曲」が入っている。

### 本木雅弘 ソロ盤
- SIDE A

1. 17日目の孤独 ◎
作詞：柳川英巳　作曲：大沢誉志幸　編曲：Hoppy神山（Akeo Kamiyama）ブラスアレンジメント：Genji Sawai

- SIDE B

1. NIGHT SLOPE ～真夜中の滑降～
作詞：吉元由美　作曲・編曲：水谷公生
2. MIDNIGHT 2 CALL ☆
作詞・作曲：飛鳥涼　編曲：平野孝幸
初出は1984年発表アルバム『純情元年五月五日 -LOVE from HONOLULU-』に収録の布川ソロ曲。

### 布川敏和 ソロ盤
- SIDE A

1. フックンの頭脳改革 （歌う4コママンガ）◎
作詞：サンプラザ中野　作曲・編曲：福田裕彦
ボイス共演：本丸雅英（薬丸裕英・本木雅弘）・高樹沙耶

- SIDE B

1. 奪われた週末
作詞：麻生圭子　作曲：矢沢透　編曲：鷺巣詩郎
2. ヴァージン・ショックⅡ ☆
作詞：三浦徳子　作曲：井上大輔　編曲：馬飼野康二
初出は1983年発表シングル「ZOKKON 命」のB面曲。

### 特別メッセージ・シングル
：EP盤。片面のみ収録
1. Message to the Future ◎